# Tsai Pei-chen
Tsai Pei-chen (蔡佩真S, Cài PèizhēnP; Taipei, 27 maggio 1984) è una cestista taiwanese.

## Carriera
Con Taiwan ha disputato i Campionati mondiali del 2006.